# Adolf-Friedrich Kuntzen
Adolf-Friedrich Kuntzen (* 26. Juli 1889 in Magdeburg; † 10. Juli 1964 in Abbensen (Edemissen)) war ein deutscher Offizier, zuletzt General der Panzertruppe im Zweiten Weltkrieg.

## Werdegang
Am 1. November 1934 wurde Kuntzen zum Oberst und am 1. März 1938 zum Generalmajor ernannt. Seit 10. November 1938 wurde er dann Kommandeur der 3. leichten Division, mit welcher er im September 1939 am Überfall auf Polen teilnahm. Am 1. April 1940 wurde er Generalleutnant und nahm als Kommandeur der 8. Panzer-Division im Mai 1940 am Frankreichfeldzug teil.

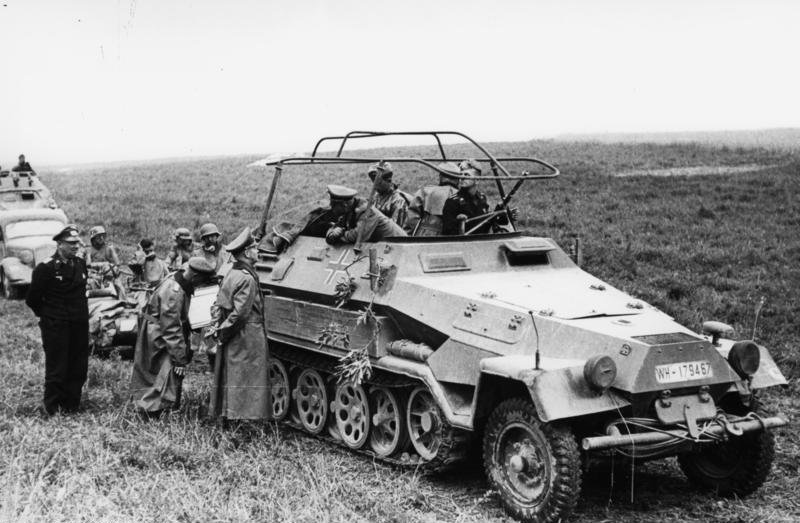
Adolf-Friedrich Kuntzen an der Seite eines Funkpanzerwagen stehend und mit General Heinz Guderian sprechend, Frankreich, Mai 1940.

Im Februar 1941 wurde er Kommandierender General des LVII. Armeekorps (mot.). Zum 1. April zum General der Panzertruppe befördert, führte er sein Korps im Unternehmen Barbarossa im Verband der Panzergruppe 3 ab Juni 1941 gegen die Sowjetunion. Mitte November 1941 musste er aus gesundheitlichen Gründen sein Kommando kurz abgeben, übernahm es am 12. Januar 1942 wieder, um es Ende Januar 1942 endgültig abzugeben. Ab 1. April 1942 war er Kommandierender General des Höheren Kommandos z. b. V. XXXII. Ende Mai 1942 wurde er zum Kommandierenden General des LXXXI. Armeekorps ernannt, das zur Küstensicherung in Nordfrankreich eingesetzt war. Während der alliierten Invasion im Juni 1944 war sein Korps der 15. Armee der Heeresgruppe B (Generalfeldmarschall Erwin Rommel) unterstellt und sicherte den Abschnitt zwischen Dünkirchen und Ostende. Im September 1944 wurde er in die Führerreserve versetzt und am 31. Dezember 1944 endgültig verabschiedet.

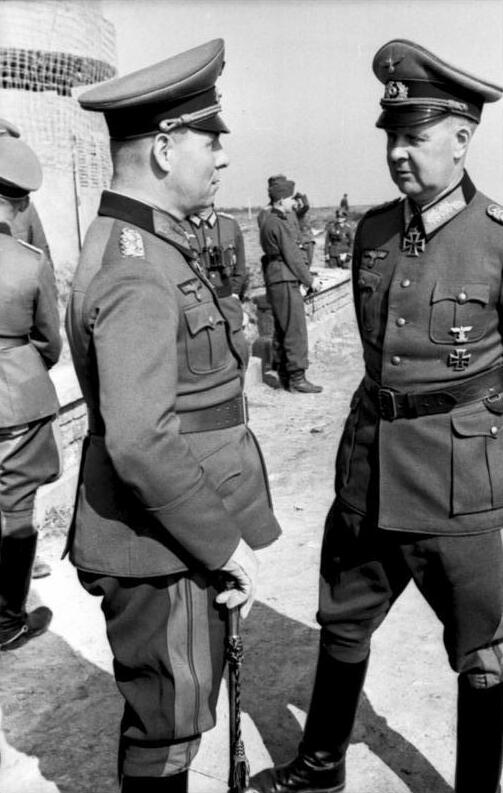
General der Panzertruppe Kuntzen (rechts) 1944, links Generalfeldmarschall Erwin Rommel

Von Juli 1955 bis 1956 war Kuntzen Mitglied des Personalgutachterausschusses für die neue Bundeswehr. Vom Oktober 1957 bis September 1958 war er Bundesvorsitzender des Verbandes deutscher Soldaten (VdS).

## Auszeichnungen
- Eisernes Kreuz (1914) II. und I. Klasse[1]
- Braunschweiger Kriegsverdienstkreuz[1]
- Österreichisches Militärverdienstkreuz III. Klasse mit der Kriegsdekoration[1]
- Spange zum Eisernen Kreuz II. und I. Klasse
- Ritterkreuz des Eisernen Kreuzes am 3. Juni 1940[2]